# Wagner Refrigeração Esporte Clube
Wagner Refrigeração Esporte Clube foi uma agremiação esportiva brasileira, sediada em Brasília, no Distrito Federal.

## História
O clube foi vice-campeão do Departamento Autônomo da Federação Desportiva de Brasília de 1975. Disputou também a Copa Arizona de Futebol Amador em 1975 e 1978.

## Estatísticas

### Participações
| Competição                | Competição            | Temporadas | Melhor campanha     | Estreia | Última | P | R |
| Distrito Federal (Brasil) | Departamento Autônomo | 1          | Vice-campeão (1975) | 1975    | 1975   | – | – |